# Arbeitskapazität
Die Arbeitskapazität ist die massenbezogene Leistung (gemessen in Watt pro Kilogramm Körpermasse) eines Lebewesens bei einer bestimmten Herzfrequenz.
Die Untersuchung zur Bestimmung der Arbeitskapazität eines Menschen wird vor allem im klinisch-medizinischen Bereich durchgeführt. Sie dient auch als Untersuchungskriterium der Beurteilung von Atemschutzgeräteträgern während der Untersuchung nach den Berufsgenossenschaftlichen Grundsätzen G 26. Dabei wird die Herzfrequenz bei ansteigender Leistung auf dem Fahrradergometer gemessen.